# Jokkmokk
Jokkmokk (en sami de Lule: Jåhkåmåhkke o Dálvvadis; en sami septentrional: Dálvvadis; en finès: Jokimukka) és una localitat i seu del Municipi de Jokkmokk, al Comtat de Norrbotten, província de Lapònia, Suècia, amb 2.870 habitants el 2017. El nom en sami de la localitat significa "corba del riu", a causa del riu que la travessa serpentejant. Es troba una mica al nord del cercle polar àrtic.
Jokkmokk va ser un centre de trànsit per als refugiats samis de Noruega durant la Segona Guerra Mundial, a més del centre de Kjesäter.
El mercat de Jokkmokk s'ha estat duent a terme durant més de 400 anys. El primer dijous de febrer de cada any, milers de persones es reuneixen a la ciutat per a concerts, exposicions i comerç, en un dels esdeveniments socials més importants per als samis a la Lapònia. Les temperatures durant el festival poden baixar fins als -40 °C.
Ájtte, Svenskt fjäll-och samemuseum és el museu principal de la cultura sami a Suècia.

## Clima
Influït per la seva posició a l'interior i al nord, la varietat del clima subàrtic de Jokkmokk és molt freda pels estàndards suecs. Els estius acostumen a ser relativament suaus malgrat la llum del dia i els hiverns són foscs, llargs i freds.
| Dades climàtiques a Jokkmokk, 1971-2000 | Dades climàtiques a Jokkmokk, 1971-2000 | Dades climàtiques a Jokkmokk, 1971-2000 | Dades climàtiques a Jokkmokk, 1971-2000 | Dades climàtiques a Jokkmokk, 1971-2000 | Dades climàtiques a Jokkmokk, 1971-2000 | Dades climàtiques a Jokkmokk, 1971-2000 | Dades climàtiques a Jokkmokk, 1971-2000 | Dades climàtiques a Jokkmokk, 1971-2000 | Dades climàtiques a Jokkmokk, 1971-2000 | Dades climàtiques a Jokkmokk, 1971-2000 | Dades climàtiques a Jokkmokk, 1971-2000 | Dades climàtiques a Jokkmokk, 1971-2000 | Dades climàtiques a Jokkmokk, 1971-2000 |
| Mes                                     | gen                                     | febr                                    | març                                    | abr                                     | maig                                    | juny                                    | jul                                     | ag                                      | set                                     | oct                                     | nov                                     | des                                     | anual                                   |
| --------------------------------------- | --------------------------------------- | --------------------------------------- | --------------------------------------- | --------------------------------------- | --------------------------------------- | --------------------------------------- | --------------------------------------- | --------------------------------------- | --------------------------------------- | --------------------------------------- | --------------------------------------- | --------------------------------------- | --------------------------------------- |
| Màxima rècord °C (°F)                   | 9.2 (48.6)                              | 8.1 (46.6)                              | 12.3 (54.1)                             | 19.2 (66.6)                             | 28.5 (83.3)                             | 31.2 (88.2)                             | 34.5 (94.1)                             | 30.5 (86.9)                             | 23.2 (73.8)                             | 18.5 (65.3)                             | 10.8 (51.4)                             | 7.5 (45.5)                              | 34.5 (94.1)                             |
| Màxima mitjana °C (°F)                  | −9.3 (15.3)                             | −7.7 (18.1)                             | −1.8 (28.8)                             | 3.5 (38.3)                              | 10.5 (50.9)                             | 16.5 (61.7)                             | 19.2 (66.6)                             | 16.3 (61.3)                             | 10.3 (50.5)                             | 3.3 (37.9)                              | −4.6 (23.7)                             | −8.2 (17.2)                             | 4 (39.19)                               |
| Mitjana diària °C (°F)                  | −14.8 (5.4)                             | −12.9 (8.8)                             | −7.5 (18.5)                             | −1.2 (29.8)                             | 5.6 (42.1)                              | 11.8 (53.2)                             | 14.5 (58.1)                             | 11.9 (53.4)                             | 6.4 (43.5)                              | 0.2 (32.4)                              | −8.4 (16.9)                             | −13.2 (8.2)                             | −0.63 (30.86)                           |
| Mínima mitjana °C (°F)                  | −20.2 (−4.4)                            | −18.4 (−1.1)                            | −13.4 (7.9)                             | −6.3 (20.7)                             | 0.4 (32.7)                              | 6.9 (44.4)                              | 9.8 (49.6)                              | 7.8 (46)                                | 2.8 (37)                                | −3.0 (26.6)                             | −12.6 (9.3)                             | −18.1 (−0.6)                            | −5.36 (22.34)                           |
| Mínima rècord °C (°F)                   | −46.0 (−50.8)                           | −42.6 (−44.7)                           | −36.8 (−34.2)                           | −29.0 (−20.2)                           | −14.5 (5.9)                             | −5.5 (22.1)                             | 0.4 (32.7)                              | −4.0 (24.8)                             | −12.0 (10.4)                            | −24.6 (−12.3)                           | −35.5 (−31.9)                           | −41.0 (−41.8)                           | −46 (−50.8)                             |
| Precipitació mitjana mm (polzades)      | 31.4 (1.236)                            | 21.8 (0.858)                            | 24.3 (0.957)                            | 22.3 (0.878)                            | 37.0 (1.457)                            | 57.7 (2.272)                            | 84.3 (3.319)                            | 69.3 (2.728)                            | 45.0 (1.772)                            | 40.3 (1.587)                            | 40.0 (1.575)                            | 30.6 (1.205)                            | 504 (19.844)                            |
| Font:                                   |                                         |                                         |                                         |                                         |                                         |                                         |                                         |                                         |                                         |                                         |                                         |                                         |                                         |